# Элен Курагина
Елена Васильевна (Эле́н) Кура́гина (1780-е — 1812) — персонаж романа Л. Н. Толстого «Война и мир». Сестра Ипполита и Анатоля Курагиных, дочь Василия Курагина, жена Пьера Безухова. Является отрицательной героиней.

## Биография Элен Курагиной
О детстве и отрочестве Элен (то есть Елены) в романе не говорится. Но из её поведения в течение всего действия можно сделать вывод, что воспитание, данное ей, примерным не было. Единственное, что нужно Курагиной от любого мужчины — деньги. Поэтому в феврале 1806 года она выходит замуж за Пьера Безухова, получившего внушительное наследство от отца. Спустя недолгое время после свадьбы Пьер узнает о связи жены с офицером Долоховым и изъявляет желание стреляться с ним. В ходе дуэли Долохов был ранен, но не смертельно. После этого события Элен узнаёт о желании мужа уехать от неё в Петербург. Графиня Безухова не имеет ничего против, но готова отпустить Пьера, только получив от него состояние. Большая часть его имений переходит в пользование Элен. Приехав в Петербург, Безухова создает себе репутацию несчастной жены, брошенной на произвол судьбы и терпящей все её удары. Завсегдатаем в её доме становится Борис Друбецкой, которого она называет собственным пажом. Элен уезжает в Вильну, где обзаводится любовником — молодым принцем. По возвращении в Петербург графиня попадает в неловкое положение, так как и принц, и вельможа, под чьим покровительством она находилась некоторое время, оказываются там вместе и узнают о существовании друг друга. Но в своем объяснении с вельможей Безухова представляет себя жертвой ситуации и просит его обвенчаться с ней. Ради этого Элен принимает католичество, но с условием, что её освободят от Пьера, с которым она все ещё официально состоит в браке. С принцем из Вильно графиня проводит точно такую же беседу, и снова успешно. Теперь перед Безуховой стоит выбор между двумя видными мужчинами. В 1812 году Элен серьезно заболевает. 

 «…вместо знаменитых петербургских докторов, обыкновенно лечивших её, она вверилась какому-то итальянскому доктору, лечившему её каким-то новым и необыкновенным способом.
Все очень хорошо знали, что болезнь прелестной графини происходила от неудобства выходить замуж сразу за двух мужей и что лечение итальянца состояло в устранении этого неудобства»
Осенью 1812 года Элен скончалась. Существовало две версии её смерти. Первая — неожиданный приступ стенокардии. Вторая — передозировка лекарства, выписанного доктором-итальянцем.
В Британской экранизации «Войны и мира» существует версия её гибели из-за тайной связи с капитаном французской армии Рамбалем, после чего она скончалась из-за венерической болезни.

## Элен глазами критиков
Вот что пишет об Элен Курагиной современник Толстого, Д. И. Писарев:

«Глупая красавица, достойная сестра Ипполита Курагина, графиня Элен Безухова, пользующаяся репутациею прелестной и очень умной женщины и привлекающая в свой салон все, что блестит умом, богатством, знатностью или высоким чином…»
Похожее мнение в статье «Мозаика эпопеи» выражает и советский критик П. Л. Вайль:

 «По сути дела, в романе только одна безусловная красавица — Элен Безухова, но она же и один из самых отталкивающих персонажей, олицетворение безусловно осуждаемого автором разврата и зла». 